# Micael Héber Mendes Freire
Micael Héber Mendes Freire (sinh ngày 20 tháng 11 năm 1994) là một cầu thủ bóng đá người Bồ Đào Nha thi đấu cho Gafanha cho mượn từ Feirense ở vị trí tiền vệ chạy cánh phải.

## Sự nghiệp bóng đá
Vào ngày 26 tháng 7 năm 2014, Micael có màn ra mắt cho Feirense trong trận đấu tại Cúp Liên đoàn bóng đá Bồ Đào Nha 2014–15 trước Beira-Mar.